# Marianne Levin
Marianne Elisabeth Levin, född 3 augusti 1942, är en svensk jurist och professor i civilrätt vid Stockholms universitet.
Marianne Levin har arbetat som journalist, chef för Pälsbranschrådet, reklam- och PR-konsult, universitetslektor samt som chef för press och PR vid Europeiska patentorganisationen i München.. Hon disputerade 1984 vid Stockholms universitet.. Hon är även ordförande i Svenska Föreningen för Immaterialrätt (SFIR). 
Som expert på immaterial- och marknadsrättsområdet har hon uttalat sig kritiskt till IPRED-lagen och föreslår istället en avgiftsbaserad modell.
| ”                        | Det måste någonstans bli någon typ av avtalslicens och att man också involverar internet-leverantörerna. Man kan mycket väl tänka sig grundavgifter och att man sen själv får ange hur mycket man kommer att förbruka, ... | „ |
| – Aftonbladet 2008-11-11 | |   |

Levin är hedersdoktor vid Svenska handelshögskolan i Helsingfors.